# Daspalla
Daspalla fou un estat trinutari protegit a Orissa amb una superfície de 1471 km².
Limitava al nord amb el districte d'Angul i l'estat de Narsinghpur, del que el sepàrava el riu Mahanadi; a l'est amb Khandpara i Nayagarh; al sud, el districte de Ganjani, i a l'oest amb Baud. La muntanya principal era el Goaldes (777 metres) i el riu principal el Mahanadi que corria per l'atractiva gorga de Barmul a la cantonada nord-oest de l'estat. Estava dividit en dos parts, Daspalla pròpia (al sud del Mahanadi) i Joremuha (una petita comarca al nord del mateix riu) que fou una adquisició d'Angul. La població era de 41.608 (1881), de 45.597 (1891) i de 51.987 (1901) repartits en 485 pobles, entre els quals el principal era Kunjaban, capital de l'estat.
Va ser fundat el 1498 pel fill del raja Narayan Bhanj Deo de Baud que va rebre dues donacions de terres dels rages de Nayagarh i Khandpara; es va estendre per l'absorció porgessiva dels pobles propers dels khonds. El sobirà és anomenat generalment raja de Joremuha Daspalla i per la terra de Joremuha no pagava tribut, ja que fou conceddida pels marathes pels serveis del raja, lliure de tot cost. A la gorge de Barmul els marathes van fer un intent de resistència als britànics el 1804.
Després de dotze sobirans, la llista a partir dels rajas des de 1653 és la següent:
- 13. Chakradhar Deo Bhanj 1653-1701
- 14. Padmanav Deo Bhanj 1701-1753
- 15. Trilochan Deo Bhanj 1753-1775
- 16. Makunda Bhank Deo Bhanj 1775-1795
- 17. Guri Charan Deo Bhanj 1795-1805
- 18. Krishna Chanda Deo Bhanj 1805-1845
- 19. Madhusudan Deo Bhanj 1845-1861
- 20. Narsimha Deo Bhanj 1861-1873 (+ 21 de gener de 1873)
- 21. Chaitan Deo Bhanj 1873-1896
- 22. Narayan Deo Bhanj 1896-1913 (germà)
- 23. Kishor Chandra Deo Bhanj 1913-1960 (adoptat + 16 de gener de 1960).